# Meguro
Meguro (jap. 目黒区 Meguro-ku) – jeden z 23 specjalnych okręgów (dzielnic)  japońskiej stolicy, Tokio. Ma powierzchnię 14,67 km². W 2020 r. mieszkało w nim 288 501 osób, w 155 320 gospodarstwach domowych  (w 2010 r. 268 719 osób, w 138 128 gospodarstwach domowych).